# Settimania

La Settimania nel 537

Settimania è l'antico nome dell'ex regione francese della Linguadoca-Rossiglione. La Settimania copriva all'incirca gli stessi territori della regione attuale della Linguadoca-Rossiglione, salvo alcune parti del Gard e della Lozère.

## L'antica Settimania
Dopo la conquista della Gallia mediterranea (122 a.C.) questa regione aveva ricevuto il nome di Gallia Narbonense. Il nome di Settimania fu più largamente impiegato solo dopo la sua conquista da parte dei Visigoti nel 412. Dopo la disfatta visigota nella battaglia di Vouillé nel 507 la Settimania restò la sola parte della Gallia in mano visigota, dipendente dal regno di Spagna fino alla conquista araba del 719.
La Settimania fu conquistata da Pipino il Breve e da Carlo Magno che le annetté amministrativamente una parte della Marca di Spagna fino all'Ebro. Fu divisa nell'865 in due province con due capitali: Barcellona e Narbona. La Settimania divenne allora la Gotia. In età feudale si parlava di «ducato di Narbona», ma questo titolo, in mano ai conti di Tolosa, non comportava l'esercizio di alcun potere reale dei titolari, visto che il potere politico era diviso fra differenti signorotti locali (contee di Mauguio e di Saint-Gilles, vicecontee di Narbona, di Carcassonne, di Razès, di Béziers, d'Agde e di Nîmes, signori di Montpellier).
Il nome Settimania deriverebbe dalla presenza sul luogo dei veterani della Legione VII romana che avrebbero occupato la regione, o dalle sette città sedi d'importanti vescovati che erano disseminati sul territorio: Elne, Agde, Narbona, Lodève, Béziers, Maguelone e Nîmes. Con il passaggio "storico" di Elne e degli attuali Rossiglione, Cerdagna e Capcir sotto l'influenza catalana la città d'Uzès divenne la settima diocesi.